# Bibliotecă universitară

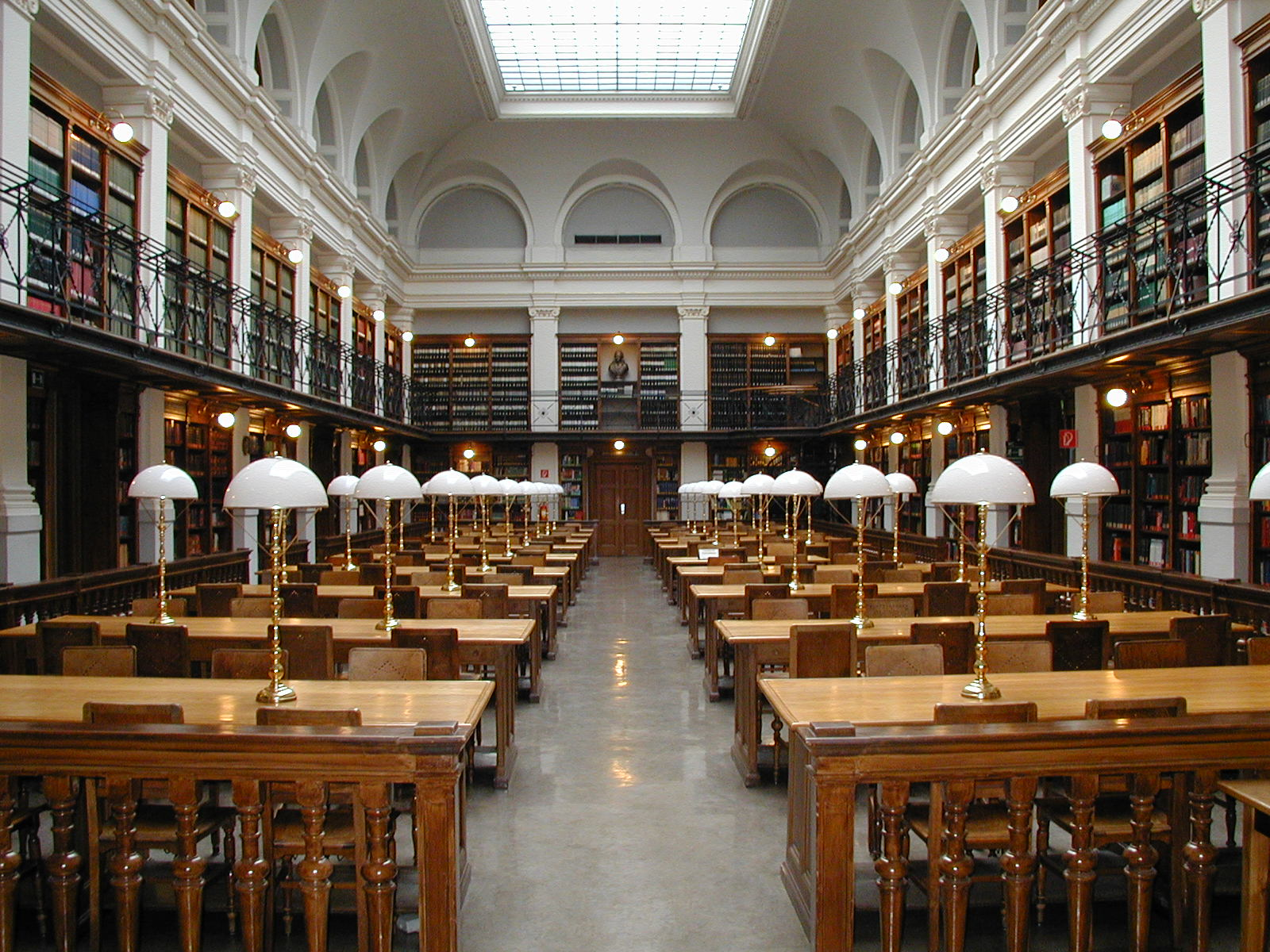
Sala de lectură a Bibliotecii Universitare din Graz (Austria).

Biblioteca universitară este un tip de bibliotecă, aflată în serviciul unei instituții de învățământ superior. Documentele și serviciile prezente într-o bibliotecă universitară servesc dublei misiuni a universităților, învățământul și cercetarea.
Cea mai mare bibliotecă de acest tip este cea a Universității Harvard.

## În România
În România cele mai vechi și mai prestigioase biblioteci universitare sunt Biblioteca Centrală Universitară din Iași (1835), Biblioteca Centrală Universitară din Cluj (1872) și Biblioteca Centrală Universitară din București (1895). 